# ザイニディン・タジエフ
ザイニディン・タジエフ（ウズベク語: Зайниддин Тожиев, Zayniddin Tojiev、1977年6月21日 - ）は、ウズベキスタンの元サッカー選手。元ウズベキスタン代表。ポジションはFW。

## クラブ歴
アカデミヤ・タシュケントで選手生活を始めた。2002年からFCパフタコール・タシュケントに在籍、途中エシル・ボガチャルやサバー・ゴムFCにも在籍し2009年まで在籍した。2008シーズンは17得点をあげ、19点を獲得したセルベル・ジェパロフに次いで得点ランキング2位につけた。AFCチャンピオンズリーグ2009では準決勝にまで進出し、彼はこの大会で5得点。AFCチャンピオンズリーグ全体では13得点をあげ、パフタコールでの同大会の得点ランキングでは1位となった。
2009年には天津泰達に移籍。翌年にはPFCシュルタン・グザル、FCオルダバスを経て三度パフタコールに復帰した。2011年にはウズベキスタン・ファーストリーグに所属したPFCロコモティフ・タシュケントに移籍。30得点をあげてウズベク・リーグへとクラブを昇格させた。2012シーズンも11得点をあげ、2013シーズンもシーズン中に移籍するまでの9試合で4得点をあげた。同シーズンの攪拌はネフチ・フェルガナに在籍した。
2014年にFKディナモ・サマルカンドに移籍。2015年2月にはFKブハラに移籍し、背番号10番をつけたものの1シーズンで退団となった。

## 代表歴
代表としては2002年から2010年にかけて18試合の出場があり、3得点。2008年3月22日のヨルダン代表との親善試合では弟のファルホド・タジエフと共に得点を決めた。2010年5月25日のアルメニア代表との親善試合が最終出場となった。

## 家族
弟のカモリディン・タジエフとファルホド・タジエフもウズベキスタン代表のサッカー選手である。

## 個人成績
代表での得点一覧
| #  | 日附          | 場所                         | 対戦相手         | 得点 | 結果   | 大会     |
| -- | ------------- | ---------------------------- | ---------------- | ---- | ------ | -------- |
| 1. | 2002年5月14日 | プレショフ                   | スロバキア       |      | 1-4(L) | 親善試合 |
| 2. | 2004年5月28日 | バクー                       | アゼルバイジャン |      | 1-3(L) | 親善試合 |
| 3. | 2008年3月22日 | タシュケント・MHSKスタジアム | ヨルダン         | 4-1  | 4-1    | 親善試合 |

## タイトル

### クラブ
パフタコール・タシュケント
- ウズベク・リーグ: 2002, 2003, 2004, 2006

準優勝: 2008, 2009, 2010
- ウズベク・カップ: 2002, 2003, 2004, 2006, 2009

ロコモティフ・タシュケント
- ウズベキスタン・ファーストリーグ: 2011

### 個人
- ウズベキスタン・ファーストリーグ得点王: 2011